# 二氟氧化硒
二氟氧化硒是硒的一种氟氧化物，化学式 SeOF2。

## 制备
二氟氧化硒可以由二氯氧化硒和氟化钾反应而成。
2 KF + SeOCl2 → 2 KCl + SeOF2
它也可以由四氟化硒和水或二氧化硒的反应产生。
SeF4 + H2O → SeOF2 + 2 HF
SeF4 + SeO2 → 2 SeOF2
二氧化硒和四氟化硫的反应也会生成二氟氧化硒。
SeO2 + SF4 → SeOF2 + SOF2

## 反应
二氟氧化硒和二氟化氙反应，生成Xe(OSeF5)2。
3 XeF2 + 2 SeOF2 → Xe(OSeF5)2 + 2 Xe
它和氟气在氟化钾存在下反应，生成次氟酸五氟化硒。
SeOF2 + KF → K+[SeOF3]- —F2→ K+[SeOF5]- —F2→ KF + SeOF6

## 用处
二氟氧化硒可用作特殊溶剂。